# Frano Supilo
Frano Supilo (Cavtat, 1870. november 30. – London, 1917. szeptember 15.) horvát újságíró, politikus és publicista volt. 1895-ben a Jogok Pártja élére választották. A pártszakadás után Josip Frank ellen lépett fel, és kiállt a hazafias mozgalom mellett. Ő indította el a Crvena Hrvatska folyóiratot, melynek 1899-ig főszerkesztője volt. Ebben dolgozta ki Dalmácia Horvátországgal való egyesülésének politikai gondolatát, és Ante Trumbić mellett hamarosan a dalmát liberális jobboldal legkiemelkedőbb képviselője lett.
Az „új kurzus” politikájának egyik kezdeményezője volt, a fiumei és zárai határozatok elfogadását leginkább szorgalmazó politikusok közé tartozott. Svetozar Pribićevićtyel együtt 1905-ben megalapította a horvát–szerb koalíciót, amely a következő évben megnyerte a választásokat, és Supilót beválasztották a horvát parlamentbe. 1909-ben az opportunista vezetéssel való nézeteltérés miatt kilépett a pártból. A többség centralista felfogásával szembeni nézeteltérései miatt 1916-ban kilépett a Jugoszláv Bizottságból, és önállóan folytatta a délszláv népek felszabadítását és föderalista alapon történő egyesítését célzó tevékenységét.

## Élete

### Ifjúkora
Frano Supilo 1870-ben született Cavtatban, gazdag családban, apja Ivo Supilo, anyja Mara Guljemović volt. Dubrovnikban tanult, ahol már 1885-ben gimnazistaként Rudolf trónörökös 1885-ös Dubrovnikba érkezése alkalmából részt vett az osztrák politika elleni tiltakozásokon. Mivel iskolatársaival kifütyülték a trónörököst, az Osztrák–Magyar Monarchia minden iskolájából kitiltották. Később a megszerzett engedéllyel még elvégezte a polgári iskola negyedik osztályát, de a szegénység miatt a gimnáziumba nem iratkozhatott be, így szülei a Dubrovnik melletti Gruž alsófokú tengerésziskolájába íratták be. Az iskolai hatóságokkal való konfliktus miatt azonban abból az iskolából is kizárták. Ezt követően beiratkozott a mezőgazdasági iskolába. Gružban végezte el a mezőgazdasági iskolát, majd vándortanári állást kapott. A dubrovniki Crvena Hrvatska (1890–1899) jobboldali társadalmi-politikai lap alapítójaként és főszerkesztőjeként lépett be a politikai életbe, és Dalmácia Horvátországgal való egyesüléséért küzdött. Supilo nagy szerepet játszott a közvélemény megváltoztatásában, ami a választások során a 19. század nyolcvanas éveiben a bécsi udvar favoritizmusa és a horvát pártok bénultsága, valamint a választási manipulációk miatt a dubrovniki önkormányzatban hatalomra került olasz-szerb koalíció bukásához vezetett. 1895-ben a Jogok Pártja élére választották. A pártszakadás után Josip Frank ellenében politizált és kilépett a pártból.
Ezután az ottani horvát olvasókör köré csoportosuló horvát hazafiak a Fiume melletti Trsatba hívták. A fiatal és ambiciózus Supilo sikeres karriert futott be Fiuméban. Így 1900-tól a dalmát jogok biztosaként Fiuméban tevékenykedett, és az általa szerkesztett újságon (Novi list, 1907-től Rijeka novi list) keresztül próbálta befolyásolni a horvát politikát, a délszlávok politikai együttműködése felé orientálva azt. Az új kurzus politikájának megfelelően, amely felé az újonnan alapított Horvát Jogpártot irányította, szorgalmazta az Ausztria-Magyarország többi népével történő megállapodást a fenyegető németesítéssel szemben.

### A horvát-szerb koalíció vezetőjeként
Supilo Trumbić és Josip Smodlaka mellett az új kurzus politikájának egyik kezdeményezője volt, akinek elévülhetetlen érdemei voltak 1905-ös fiumei határozat elfogadásában (valójában ő volt az értelmi szerzője) és a horvát-szerb koalíción alapuló kormány megalakításában. Supilo életének fiumei és zágrábi szakaszát csak a JSZK felbomlása után a történelmi távlatból megjelent tanulmányok és könyvek tárgyalták komolyan és elfogulatlanul - vagyis addig a tevékenységének ezt az időszakát csak sablonosan, mint egy régóta áhított és (főleg a kommunista Jugoszláviában) a horvátok és szerbek közös államának létrehozásáról szóló álom érdekében végzett tevékenységet kezelték. Jó példa Supilo politikai tevékenységének közelmúltbeli értékelésére a Kolo folyóiratban 1998-ban megjelent rövidebb értekézések sorozata, melyek lényege röviden: Supilo két ponton fordult el radikálisan a hagyományos jobboldali politikától: ideológiai és pragmatikus-politikai téren.
Ideológiai szinten Supilo a felpuhult jugoszláv unitarizmus hívévé vált (amiért egyébként horvát nemzeti körökben legtöbbször megbélyegezték, sőt démonizálták). Supilo véleménye (amit az akkori horvát és szerb értelmiség jelentős része is osztott) az volt, hogy a horvátok és a szerbek (akikhez később a szlovének is csatlakoztak) egy három törzsből álló nemzet – tehát nem három nemzet, hanem egy jugoszláv nemzet, három névvel. Ez a modern szempontból szokatlan elképzelés a horvátok (kisebb mértékben a szerbek és szlovének – nem beszélve a macedónokról, bosnyákokról és montenegróiakról) nemzeti kikristályosodásának késedelme és a szerbek és horvátok területi keveredésének, valamint annak a ténynek az elfogadása volt, hogy horvát és a szerb irodalmi nyelvek társalgási szinten rendkívül közel állnak egymáshoz, és megértik egymást. Ez a gyakorlatban a horvát–szerb koalíció létrejöttét jelentette, amelynek létrejöttével a szerbeket de facto – a történelemben először – politikai nemzetként ismerték el Horvátországban.
Még erősebb fordulatot jelentett a koalíció és Supilo tárgyalása az Osztrák-Magyar Monarchia magyar és olasz politikusaival. Post festum, ez a lépés rendkívül bátornak, innovatívnak és - teljesen hiábavalónak minősíthető. Supilo a hagyományos horvát ellenfeleket, akik horvát földeket követeltek (olasz irredensták és magyar nacionalisták), a bécsi udvarral fennálló átmeneti feszültségüket felhasználva igyekezett horvát szövetségesekké alakítani a monarchia általános demokratizálódásáért vívott harcban, amelyben – ez volt a véleménye – minden nemzet győztes lesz. Ám tévedett az értékelésében: az olasz és a magyar imperializmus olyan mélyen gyökerezett e nemzetek nemzeti elitjének tudatában, hogy a megváltoztatásukhoz világháborúkra volt szükség.
A szerb nacionalizmust illetően Supilo nem értékelte reálisan a szerb területi követelések makacsságát és hajthatatlanságát, melyek gyakorlatilag egész Bosznia-Hercegovinára és Horvátországra kiterjedtek abban az időszakban. A következő 1906-os választásokon, amelyeken a koalíció győzött, Supilót a horvát parlament, a Szábor tagjává választották, és ő lett a koalíció vezetője. Amikor a magyar országgyűlés 1907 tavaszán elfogadta a vasúti szabályzatot, amellyel a magyar nyelvet a horvátországi vasutakon is hivatalos nyelvvé tették, Supilo a magyar parlamentet akadályozó akciókba vezette a horvát ellenzéket, és kemény kampányt folytatott a horvátországi vasutak ellen. Támadta a félig magyar származású Rauch Pál horvát bánt, és alapvető alkotmányos kérdéseket vetett fel Horvátország helyzetével kapcsolatban. Radikális hozzáállása összeütközésbe hozza a koalíció vezetésével, amely az óvatosabb politikát pártolta, nehogy elveszítse a hatalomba való visszatérés lehetőségét.
Supilo arra törekedett, hogy Horvátország az Ausztria-Magyarország délszlávjainak élére álljon az egyesülésükért vívott harcban – míg a koalíció szerb része, valamint a kompromisszumra hajló horvát tagok egy része a horvát nyelvnek a Szerb Királyságéval történő harmonizálása mellett foglalt állást, ami a gyakorlatban azt jelentette, hogy Horvátországot a szerb politikai csapdája felé terelték. A Monarchia a szerb köztisztviselőinek politikai pere, a felségárulási per idején, 1909-ben, amelyet a Bécsi Bíróság kezdeményezett azzal a céllal, hogy megismételjék a Bosznia-Hercegovina 1908-as annektációs válságát, Supilo a horvát-szerb megegyezés megőrzése érdekében, valamint a fiumei és a zárai határozatban elfogadott elvek alapján amellett állt, hogy a horvátok támogassák a fenyegetett szerbeket.
Hozzáállása éles reakciót váltott ki osztrák körökben, a koalíció által kezdeményezett Friedjung-perben résztvevők pedig megpróbálják kompromittálni és politikailag ellehetetleníteni Supilót. Így 1909-ben Zágráb központjában a frankisták egy csoportja tettleg bántalmazta Supilót, Pribićevićet, Banjanint és Budisavljević újságírót. Bár az ellene felhozott rágalmakat a tárgyaláson leleplezték, Supilo, hogy helyzetét enyhítse, kilépett a koalícióból. A koalíció ezután megegyezett a folyamat kompromisszumos megoldásával, ami Rauch bán bukásához, de a koalíció paktumához is vezetett az újonnan kinevezett Nikola Tomašić bánnal. Ettől kezdve a monarchia összeomlásáig és a Szerb–Horvát–Szlovén Királyság létrejöttéig (1918) a koalíció az akkori kor legbefolyásosabb és legfürgébb horvát pragmatikus politikusa, a unitarista gondolkodású horvátországi szerb politikus, Svetozar Pribićević eszközévé süllyedt, akinek elsődleges célja az volt, hogy bármi áron kivárja a KuK Monarchiák összeomlását és a Szerbiával való egyesülést. Supilo elítélte a koalíciós vezetés opportunista politikáját, mert úgy vélte, hogy az kompromittálja Horvátországot, és megakadályozza, hogy az egyesülésért folytatott küzdelemben Szerbiával egyenrangú tényezővé váljon. Ebben teljesen igaza volt – de Pribićevićnek nem az volt a célja, hogy Horvátország egyenlő tényező legyen a jövőben elképzelt délszláv államban.

### A Jugoszláv Bizottság
A szarajevói merénylet után az Olaszországba menekült Supilo, Ante Trumbićcsal és Ivan Meštrovićcsal együtt akciót indított az Ausztria-Magyarország területén élő horvátok, szerbek és szlovének felszabadításáért, valamint Szerbia és Montenegróval való egyesüléséért, valamint részt vett a Jugoszláv Bizottság megalakításában. Megpróbálja megnyerni a háromoldalú egyezmény kormányait egy jugoszláv állam létrehozására, amely magában foglalná az összes déli szlávok által lakott régiót. Az 1914-1915-ös bordeaux-i, londoni és petrográdi küldetései során Supilo kiállt Olaszország adriai imperialista törekvései ellen, és kompromisszumos megoldást szorgalmazott az adriai kérdésben. Miután felfedezte a titkos tárgyalásokat, amelyeket a központi hatalmak folytatnak Olaszországgal, erőteljes hadjáratot indított az adriai horvát és szlovén régiók Olaszországnak való feláldozása ellen. Supilo a délszláv népek egyesítésének demokratikus módját és nemzeti egyenlőségüket szorgalmazta, és szövetségi rendszer bevezetését javasolta a leendő jugoszláv államban. Nézetei miatt összeütközésbe került az akkori szerb miniszterelnökkel, Nikola Pašićtyal, a Nagy-Szerbia eszme reálpolitikai főszereplőjével, valamint a Jugoszláv Bizottság megalkuvó és politikailag éretlen többségével is. Emiatt (1916. június 5-én, tettét nyilatkozattal indokolva) kilépett a bizottságból. További munkája során Supilo az antant hatalmait igyekezett meggyőzni (petíciói és memorandumai brit, olasz és orosz politikusokhoz, Greyhez, Sonninhoz és Sazonovhoz) a horvátok helyzetének javítására, illetve a délszláv probléma, a nemzeti egyenlőségen alapuló jugoszláv kérdés teljes megoldására. 

### Halála
Az a nehéz és kilátástalan helyzet, amelybe Horvátország az olasz és a szerb imperializmus közötti machinációkban és titkos tervekben (Londoni megállapodás) került, már túl nagy teher volt Supilo számára, aki idegösszeomlást kapott, majd később egy londoni kórházban elmebajtól szenvedve, agyvérzésben halt meg1917. szeptember 25-én. Miután a hamvait tartalmazó urna évekig a londoni krematóriumban maradt, barátja, Pavle Mitrović bankár vette át. 1927-ig nála maradt, amikor is a Srđ gőzhajóval Londonból Sušakba szállították, ahol december 29-én ünnepélyesen felravatalozták, majd a Zagreb gőzhajóval Dubrovnikba szállították, ahol a városháza épületében helyezték el.

## Újságírói tevékenysége
Frano Supilo Stjepan Radić mellett sok tekintetben a közelmúlt horvát politikájának legtragikusabb személyei közé tartozik. Supilo újságíróként az egyik legélesebb tollú és legolvashatóbb horvát politikai szerző, elképesztően modern kommentek és ötletek szerzője (kivéve korának jellegzetes jugoszláv gúnyolódásait) volt. Hozzájárult a horvátországi politikai felfogás modernizációjához, és erősen befolyásolta kortársait, így az egyik legerősebb politikai nyomot hagyva Horvátország közelmúltbeli politikai történetében. Tevékenységét a kortárs horvát történészek főként három korszakra osztják: az elsőben a Crvena Hrvatska szerkesztőjeként mesterien leplezte le a nagyszerb imperializmust; a másodikban a horvát-szerb koalíció vezetője, míg a harmadikban Horvátország magányos és elszigetelt harcosa, aki tehetetlen volt az Európát átszövő birodalmi kombinációkkal szembeni harcban. Ezen időszakok közül csak Supil első periódusa kapott magas minősítést, míg a koalícióban való tevékenysége történelmi kudarcnak, a harmadik periódus pedig elkeseredett és kudarcra ítélt küzdelemnek számít. A legjelentősebb megjegyzés Supilo politikai tevékenységének tragédiájához Machiavelli metaforája, miszerint a fegyveres próféták sikeresek, a fegyvertelenek pedig kudarcot vallanak: Supilo a horvát nép képviselőjeként egy nehéz és rendkívül bizonytalan időben fegyvertelen próféta volt, ez a tény volt az oka bukásának és leépülésének.

## Fordítás
Ez a szócikk részben vagy egészben  a   Frano Supilo című horvát Wikipédia-szócikk ezen változatának fordításán alapul.  Az eredeti cikk szerkesztőit annak laptörténete sorolja fel. Ez a jelzés csupán a megfogalmazás eredetét és a szerzői jogokat jelzi, nem szolgál a cikkben szereplő információk forrásmegjelöléseként.